# 東亞澳門新星選拔賽
東亞澳門新星選拔賽是東亞娛樂在澳門舉辦的一個選拔賽，於2007年舉辦第一屆。東亞澳門新星選拔賽是香港樂壇的娛樂公司首次在澳門舉辦以及選拔的一個歌唱賽事，也是澳門繼《澳廣視至愛新聽力頒獎音樂會》的另一個在澳門的樂壇盛事。

## 舉辦
新星選拔賽於2007年開始舉辦，暫定每年舉辦一次，目的是透過在澳門的選拔賽來發掘人才，也是為了配合東亞娛樂及星麗門的投資及發展。東亞娛樂是繼英皇娛樂之後港澳地區的第二個歌唱相賽。

## 獎項
新星選拔賽設最具台風獎、最具潛質獎以及冠軍三個獎項；而冠軍得主會獲得東亞娛樂簽約為香港的合約歌手（合約為期五年）以及澳門幣三萬元。

## 第一屆
第一屆東亞澳門新星選拔賽於2007年舉辦，由東亞娛樂主辦，澳門電訊有限公司、電視廣播有限公司、豐德麗控股有限公司、星麗門、澳門中華總商會、澳門紅十字會以及體育發展局協辦。所有選拔人士在經過兩次的評審面試後才可以進入總決賽；在總決賽之前，澳門居民透過澳門電訊的官方網頁內進行全民公投，投票選出最喜愛的歌手（組合），但是這個投票數字只是作為參考性質，因此最高投票數目的候選人是無任何的獎項的。
第一屆東亞澳門新星選拔賽總決賽在該年11月10日假塔石體育館舉行，入選總決賽的候選人是為胡基業、吳昕芳（吳佳恩）、彭永琛、陸仁山、羅凱盈、鐘文東、容甄甄、馬曼莉及女子組合Trinity（由楊芑兒、黎詠彤、鄺瑞儀組成）。
| 獎項       | 歌手／組合 | 備注                           |
| ---------- | ---------- | ------------------------------ |
| 最具台風獎 | Trinity    |                                |
| 最具潛質獎 | 容甄甄     |                                |
| 冠軍       | 彭永琛     | 三強是為胡基業、彭永琛、容甄甄 |